# Морфу (залив)
Залив Морфу (греч. Κολπος Μορφου; тур. Güzelyurt Körfezi) расположен на севере острова Кипр, в районе Никосия и входит в акваторию Средиземного моря. Вдаётся в сушу между мысами Помос и Кормакитис, расстояние между которыми по прямой составляет 23 мили (37 км). От мыса Помос до мыса Коккино береговая линия идёт на восток на протяжении 6 миль (9,7 км), а от Коккино до Каравостаси 8 миль (13 км) на восток-юго-восток. Примерно на половине расстояния между Коккино и Каравостаси находится мыс Лимнити, разделяющий два залива меньшего размера — Пиргос и Лутрос. От Каравостаси береговая линия продолжается на восток-северо-восток на протяжении 4 мили (6,4 км) и затем на север 8 миль (13 км) до деревни Айя-Ирини и ещё 6,5 мили (10 км) до мыса Кормакитис.
Залив назван в честь города Морфу, расположенного на его восточном побережье в 7 милях на северо-восток от Каравостаси в устье реки Серрахис. Помимо перечисленных, на побережье залива расположена также деревня Пентагея в 3,5 мили к северо-востоку от Каравостаси. В районе залива находятся руины древнего города Солы. В заливе находится также островок Петра-ту-Лимнити, где обнаружено неолитическое поселение Петра-ту-Лимнити.
Между мысом Помос и Каравостаси побережье залива каменистое; в бухте Пиргос расположено несколько источников пресной воды. Между Каравостаси и Айя-Ирини берег залива пологий, песчано-галечный. От Айя-Ирини до мыса Кормакитис берег низкий и каменистый. От берега в этом районе на расстояние полумили отходит полоса грунта, плохо держащего якорь.
Непризнанная Турецкая Республика Северного Кипра считает залив своими собственными территориальными водами и контролирует побережье залива, за исключением городка Пиргос.